# Ивуарийская федерация футбола
Ивуари́йская федера́ция футбо́ла (фр. Fédération Ivoirienne de Football) — организация, осуществляющая контроль и управление футболом в Кот-д’Ивуаре. Располагается в Абиджане. ИФФ основана в 1960 году, вступила в ФИФА и в КАФ в 1964 году. В 1975 году стала членом-основателем Западноафриканского футбольного союза. Федерация организует деятельность и управляет национальными сборными по футболу (мужской, женской, молодёжными). Под эгидой федерации проводится чемпионат страны и многие другие соревнования.